# Oncidium bracteatum
Oncidium bracteatum là một loài thực vật có hoa trong họ Lan. Loài này được Warsz. & Rchb.f. mô tả khoa học đầu tiên năm 1852.